# NGC 4730
NGC 4730 é uma galáxia elíptica (E-S0) localizada na direcção da constelação de Centaurus. Possui uma declinação de -41° 08' 49" e uma ascensão recta de 12 horas, 52 minutos e 00,5 segundos.
A galáxia NGC 4730 foi descoberta em 8 de Junho de 1834 por John Herschel.